# Hannes Wirth
Hannes Wirth (geb. 1971) ist ein österreichischer Gitarrist aus Wien.

## Karriere
Seit Mitte der 2000er gehört Hannes Wirth der Band A Life, A Song, A Cigarette um Stephan Stanzel an. Er ist der Gitarrist und zweiter Sänger des Wiener Quintetts. 2008 wurde er auch Mitglied der Begleitband des Liedermachers Ernst Molden. Ein Jahr später nahmen Molden und er zusammen mit Willi Resetarits und Walther Soyka ein gemeinsames Album mit dem Titel Ohne di auf, das den beiden erstmals eine Platzierung in den österreichischen Charts brachte.
Fünf Jahre später wiederholten die vier Musiker die Zusammenarbeit und nahmen ein zweites Album mit dem Titel Ho rugg auf. Es erreichte Anfang 2014 die Top 10 der Charts und war für die Gruppe bis dahin der größte Erfolg. Bei der Amadeus-Verleihung 2015 wurden sie in der Kategorie Jazz/World/Blues für eine Auszeichnung nominiert.

## Diskografie
- 2009: Ohne di / Ernst Molden, Willi Resetarits, Walther Soyka & Hannes Wirth (Monkey)
- 2014: Ho rugg / Molden, Resetarits, Soyka & Wirth (Monkey)
- 2017: Yeah / Molden, Resetarits, Soyka & Wirth (Monkey)
- 2021: Schdean / Molden, Resetarits, Soyka & Wirth (Monkey)
- 2025: Live im Stadtsaal / Molden, Resetarits, Soyka & Wirth (Balder Molden Recordings)

## Auszeichnungen
- Amadeus-Verleihung 2022 – Auszeichnung in der Kategorie Jazz/World/Blues (Molden/Resetarits/Soyka/Wirth)[4]